# Friedrich Reinhold Jahns
Friedrich Reinhold Jahns (* 8. Oktober 1857 in Quenstedt in Sachsen-Anhalt; † 12. Dezember 1934 in Georgenthal) war ein deutscher Bergingenieur und Bergwerksdirektor in Saarbrücken. 

## Leben
Friedrich Reinhold Jahns war der Sohn des Kantors Christian Friedrich Jahns (1810–1868) und dessen Ehefrau Brigitte Jahns geb. Meisse. Sie war Sängerin und Nachkömmling der Ziering'schen Familienstiftung, die auf ein Testament eines reichen Magdeburger Domherrn aus dem Jahre 1505 zurückging. Nach seiner Schulausbildung studierte er Bergwesen und fuhr am 6. Mai 1878 seine erste bergmännische Schicht. Bevor er am 1. Juli 1887 zum Bergassessor ernannt wurde, legte er ein dreijähriges Referendariat ab. Er war als Inspektor im Staatlichen Salzbergbau der Preussag in Schönebeck (Elbe) tätig, als er 1888 in der Berginspektion Staßfurt Beschäftigung fand. Dort wurde er im Jahr darauf Berginspektor. Diese Position hatte er bis 1895 inne, als er zum Bergwerksdirektor im Bergwerk von der Heydt in Saarbrücken ernannt wurde. 1895 wurde er zum Bergrat ernannt. Unter seiner Regie wurde in einer Bauzeit von knapp zwei Jahren die sog. Köllertalbahn, 
eine Straßenbahn von Heusweiler nach Saarbrücken gebaut.
1912 folgte die Ernennung zum Oberbergrat.
Auf Druck der französischen Besatzungsmacht wechselte er im Oktober 1919 nach Waltershausen in Thüringen. Nach seinem fünfzigjährigen Bergmannsjubiläum im Jahre 1928 wurde er im Jahr darauf in Georgenthal in den einstweiligen Ruhestand versetzt und ging dort drei Jahre später endgültig in den Ruhestand. 
Seit dem 29. Dezember 1891 war er mit Martha Heinrich (* 1873) verheiratet. Die Ehe brachte die Kinder Friedrich (1896–1960) und  Heinz (* 1900). 

## Auszeichnungen
- 1904 Roter Adlerorden für die Erfindung des Ringgenerators
- 1917 Geheimer Bergrat